# Wysoczyzna Bełchatowska
Wysoczyzna Bełchatowska (318.81) – kraina geograficzna w południowej części Niziny Mazowieckiej, na obszarze Wzniesień Południowomazowieckich. Na północy graniczy z Wzniesieniami Łódzkimi, na zachodzie z Wysoczyzną Łaską, oraz Kotliną Szczercowską, a na wschodzie z Równiną Piotrkowską.  Przez Wysoczyznę Bełchatowską przebiega  Szlak Okrężny Wokół Łodzi.

## Ukształtowanie Powierzchni
Krajobraz wysoczyzny stanowi falista równina z ciągiem ostańcowych wzgórz morenowych, powstałych w czasie Stadiału Warty. Najwyższe wzniesienie znajduje się w okolicach Tuszyna i osiąga wysokość 289 m n.p.m.

## Wody
Zachodnia część wysoczyzny jest odwadniana przez rzekę Widawkę, na jej terenie mają swoje źródła rzeki Rakówka i Ścichawka. Przez teren wysoczyzny przebiega dział wodny pomiędzy dorzeczami Wisły i Odry.

## Ludność i gospodarka
Głównymi miastami są Bełchatów, Tuszyn i Kamieńsk.